# Renodes glaucescens
Renodes glaucescens là một loài bướm đêm trong họ Erebidae.